# La Voix du Nord
La Voix du Nord (literalmente, La Voz del Norte) es un periódico diario francés de tirada regional. Su sede central se encuentra en Lille y abarca los departamentos Norte y Pas de Calais.

## Historia
Fue fundado en abril de 1941 en la localidad de Lille, siendo uno de los primeros periódicos clandestinos en la Francia ocupada por el III Reich durante la II Guerra Mundial. En aquel entonces, la región de Nord-Pas de Calais estuvo regida por el Gobierno Militar Alemán en Bruselas.
En el encabezado, el diario se describía como el "órgano de la Resistencia del Flandes francés".

## Editorial
El diario forma parte de la compañía belga: Groupe Rossel, también propietaria del periódico Le Soir tras su compra en 2006 a Socpresse.
En cuanto a la publicación, las tiradas son en formato grande.